# Next is You! / Karada Dake ga Otona ni Nattan Janai
 (juillet 2017).
Si vous disposez d'ouvrages ou d'articles de référence ou si vous connaissez des sites web de qualité traitant du thème abordé ici, merci de compléter l'article en donnant les références utiles à sa vérifiabilité et en les liant à la section « Notes et références ».
Singles de Next You / Juice=Juice
Wonderful World / Ça va ? Ça va ?
(5 avril 2015) Dream Road ~Kokoro ga Odoridashiteru~ / Keep On Joshō Shikō!! / Ashita Yarō wa Bakayarō
(26 oct. 2016)
Next is you! / Karada Dake ga Otona ni Nattan Janai (Next is you! / カラダだけが大人になったんじゃない, trad. : « Le prochain c'est toi! / Ce n'est pas seulement mon corps qui grandit »)  est le 7e single major du groupe Juice=Juice, sorti en février 2016.
Ce single est en fait attribué à NEXT YOU / Juice=Juice, la première chanson étant interprétée par le groupe mais sous le nom « NEXT YOU » en rapport avec une série télévisée.

## Détails du single
Le single, écrit, composé et produit par Tsunku, sort le 3 février 2016 au Japon sous le label hachama, en tant que « double face A », dix mois après le 6e single "major" respectif du groupe, Wonderful World / Ça va ? Ça va ?, sorti précédemment en avril de l'année précédente. Il atteint la 3e place du classement hebdomadaire des ventes de l'Oricon, se vendant à 41 745 exemplaire durant la première semaine.
La première chanson Next is you est chantée par le groupe sous le nom « NEXT YOU » : elle a en effet été interprétée dans le drama Budokan (武道館), diffusé sur Fuji TV à partir de février 2016, dont l'histoire est celle d'un groupe d'idoles fictif nommé NEXT YOU (dont les membres sont jouées par les chanteuses de Juice=Juice) qui tente de se produire au célèbre stade Nippon Budokan en interprètant la chanson (quasi)homonyme. La deuxième chanson  Karada Dake ga Otona ni Nattan Janai est quant à elle interprétée par le groupe sous son nom habituel.
Le single sort en plusieurs éditions avec des couvertures différentes : deux éditions régulières notées A et B comprenant seulement le CD,, et quatre éditions limitées notées A, B, C et D comprenant chacune un DVD différent en supplément,,,. Sort aussi un coffret spécial comprenant toutes les versions du single y compris une carte de numéro de série pour, après un tirage au sort, avoir la chance de gagner un billet pour assister à l'un des événements organisés par le groupe.
Par ailleurs, sous la même forme que les singles précédents, le CD des éditions limitées A et C comprennent les mêmes titres que celle de l'édition régulière A ; tandis que celui des éditions limitées B et D contient toujours les mêmes titres, mais cette fois-ci inversés, que le CD de l'édition régulière B.
Les DVD inclus contiennent les clips vidéo des chansons principales et des vidéos alternatives de leurs chorégraphies.

## Formation
Membres créditées sur le single : 
- Yuka Miyazaki
- Tomoko Kanazawa
- Sayuki Takagi
- Karin Miyamoto
- Akari Uemura

## Liste des titres
| 1. | Next is you! (par NEXT YOU)                                               |  |
| 2. | Karada Dake ga Otona ni Nattan Janai (カラダだけが大人になったんじゃない) |  |
| 3. | Next is you! (Instrumental)                                               |  |
| 4. | Karada Dake ga Otona ni Nattan Janai (Instrumental)                       |  |

| 1. | Karada Dake ga Otona ni Nattan Janai (カラダだけが大人になったんじゃない) |  |
| 2. | Next is you! (par NEXT YOU)                                               |  |
| 3. | Karada Dake ga Otona ni Nattan Janai (Instrumental)                       |  |
| 4. | Next is you! (Instrumental)                                               |  |

| 1. | Next is you! (Music Video) |  |

| 1. | Karada Dake ga Otona ni Nattan Janai (Music Video) |  |

| 1. | Next is you! (Dance Shot Ver.) |  |

| 1. | Karada Dake ga Otona ni Nattan Janai (Dance Shot Ver.) |  |